# Ilse Fürstenberg
Ilse Fürstenberg (* 12. Dezember 1907 in Berlin; † 16. Dezember 1976 in Basel; eigentlich Ilse Irmgard Funcke) war eine deutsche Schauspielerin und Synchronsprecherin.

## Leben
Ihre Schauspielausbildung absolvierte sie von 1924 bis 1926 an der Schauspielschule des Deutschen Theaters in Berlin. 1926 erhielt sie ihr erstes Engagement am Nationaltheater Mannheim. Danach spielte sie in Konstanz und seit 1928 an den bedeutenden Theatern in Berlin.
Bereits frühzeitig fand sie kleinere Rollen beim Film (Wirtschafterin von Prof. Rath in Der blaue Engel, 1930). Zwar war sie selten in tragenden Rollen, dafür aber oft in soliden Charakterrollen zu sehen. Zu ihren bekanntesten Filmen gehören M (1931), Münchhausen (1943), Große Freiheit Nr. 7 (1944), Canaris (1954) oder Der Hauptmann von Köpenick (1931) sowie die Verfilmung Der Hauptmann von Köpenick aus dem Jahr 1956. Sie stand 1944 in der Gottbegnadeten-Liste des Reichsministeriums für Volksaufklärung und Propaganda.
Darüber hinaus war sie seit den 1950er-Jahren als Synchronsprecherin tätig.
Ilse Fürstenberg starb im Alter von 69 Jahren. Sie wurde auf dem Alten Teil des Münchner Waldfriedhofs beerdigt.

## Filmografie
- 1930: Der blaue Engel
- 1931: Der Hauptmann von Köpenick
- 1931: M
- 1931: … und das ist die Hauptsache!?
- 1932: Das schöne Abenteuer
- 1932: Das Testament des Cornelius Gulden
- 1932: Unheimliche Geschichten
- 1932: Mädchen zum Heiraten
- 1934: Die Czardasfürstin
- 1934: Jede Frau hat ein Geheimnis
- 1934: Hermine und die sieben Aufrechten
- 1934: Hanneles Himmelfahrt
- 1934: Menschen im Schatten
- 1935: Glückspilze
- 1935: Die Saat geht auf
- 1935: Vergiß mein nicht
- 1935: Krach im Hinterhaus
- 1935: Künstlerliebe
- 1935: Friesennot
- 1935: Lady Windermeres Fächer
- 1936: Kater Lampe
- 1936: Alles für Veronika (Fräulein Veronika)
- 1936: Die un-erhörte Frau
- 1936: Der lustige Witwenball
- 1936: Susanne im Bade
- 1936: Mädchen in Weiß
- 1937: Heiratsantrag
- 1937: Nachtwache im Paradies
- 1937: Wie einst im Mai
- 1938: Nanon
- 1938: Skandal um den Hahn
- 1938: Urlaub auf Ehrenwort
- 1938: Die Frau am Scheidewege
- 1938: Der Schein trügt
- 1939: Irrtum des Herzens
- 1939: Onkel Fridolin
- 1939: In letzter Minute
- 1939: Wer küßt Madeleine?
- 1939: D III 38
- 1939: Salonwagen E 417
- 1939: Im Namen des Volkes
- 1941: Krach im Vorderhaus
- 1941: Annelie
- 1941: Kameraden
- 1941: Ich klage an
- 1942: Die große Liebe
- 1942: Ein Zug fährt ab
- 1943: Du gehörst zu mir
- 1943: Ich werde dich auf Händen tragen
- 1943: Altes Herz wird wieder jung
- 1943: Münchhausen
- 1943: Ein glücklicher Mensch
- 1943: Großstadtmelodie
- 1944: Ein schöner Tag
- 1944: Große Freiheit Nr. 7
- 1944/48: Intimitäten
- 1944/49: Das Gesetz der Liebe
- 1945: Kamerad Hedwig (unvollendet)
- 1950: Die Frau von gestern Nacht
- 1951: Sündige Grenze
- 1953: Die Prinzessin und der Schweinehirt
- 1953: Vati macht Dummheiten
- 1953: Staatsanwältin Corda
- 1954: Canaris
- 1954: Die goldene Pest
- 1956: Der Hauptmann von Köpenick
- 1957: Die Frühreifen
- 1958: Das gab’s nur einmal
- 1958: Romarei, das Mädchen mit den grünen Augen
- 1958: Schwarzwälder Kirsch
- 1959: Die feuerrote Baronesse
- 1959: Aus dem Tagebuch eines Frauenarztes
- 1961: Zwei unter Millionen
- 1965: Überstunden
- 1965: Kubinke
- 1966: Das Lächeln der Gioconda
- 1967: Landarzt Dr. Brock
- 1968: Der Snob
- 1969: Wenn süß das Mondlicht auf den Hügeln schläft
- 1970: Die Feuerzangenbowle
- 1970: Unternehmer

## Theater
- 1951: Gerhart Hauptmann: Fuhrmann Henschel (Frau Henschel) – Regie: Ernst Karchow (Theater am Kurfürstendamm)

## Hörspiele (Auswahl)
- 1951: Günter Neumann: Salto mortale. Ein Problemstück mit Gesang und Tanz (Frieda, Hausangestellte) – Komposition: Günter Neumann, Regie: Ernst Schröder, Hans Rosenthal (Theatermitschnitt – RIAS Berlin)
- 1971: Edwin Beyssel: Der gemütliche Gustav. Damals war's – Geschichten aus dem alten Berlin (Frl. Amanda Hagedorn, Wirtschafterin des Rechtsanwalts und Notars) (Geschichte Nr. 15 in 12 Folgen) – Regie: Ivo Veit (RIAS Berlin)
- 1973: Theodor Ziegler: Die Havelnixe. Damals war’s – Geschichten aus dem alten Berlin (Grete Grumkow, Ehefrau von Atze Grumkow) (Geschichte Nr. 18 in 10 Folgen) – Regie: Ivo Veit (RIAS Berlin)
- 1973: Egon Polling: Der Storch in der Linde. Damals war's – Geschichten aus dem alten Berlin (Lena Korte, geb. Wittich) (Geschichte Nr. 19 in 12 Folgen) – Regie: Ivo Veit (RIAS Berlin)
- 1975: Marianne Eichholz, Dieter Löcherbach: Glückwünsche für Marie (Olga) – Regie: Günter Bommert (RIAS Berlin)